# Ryszard Sobiszewski

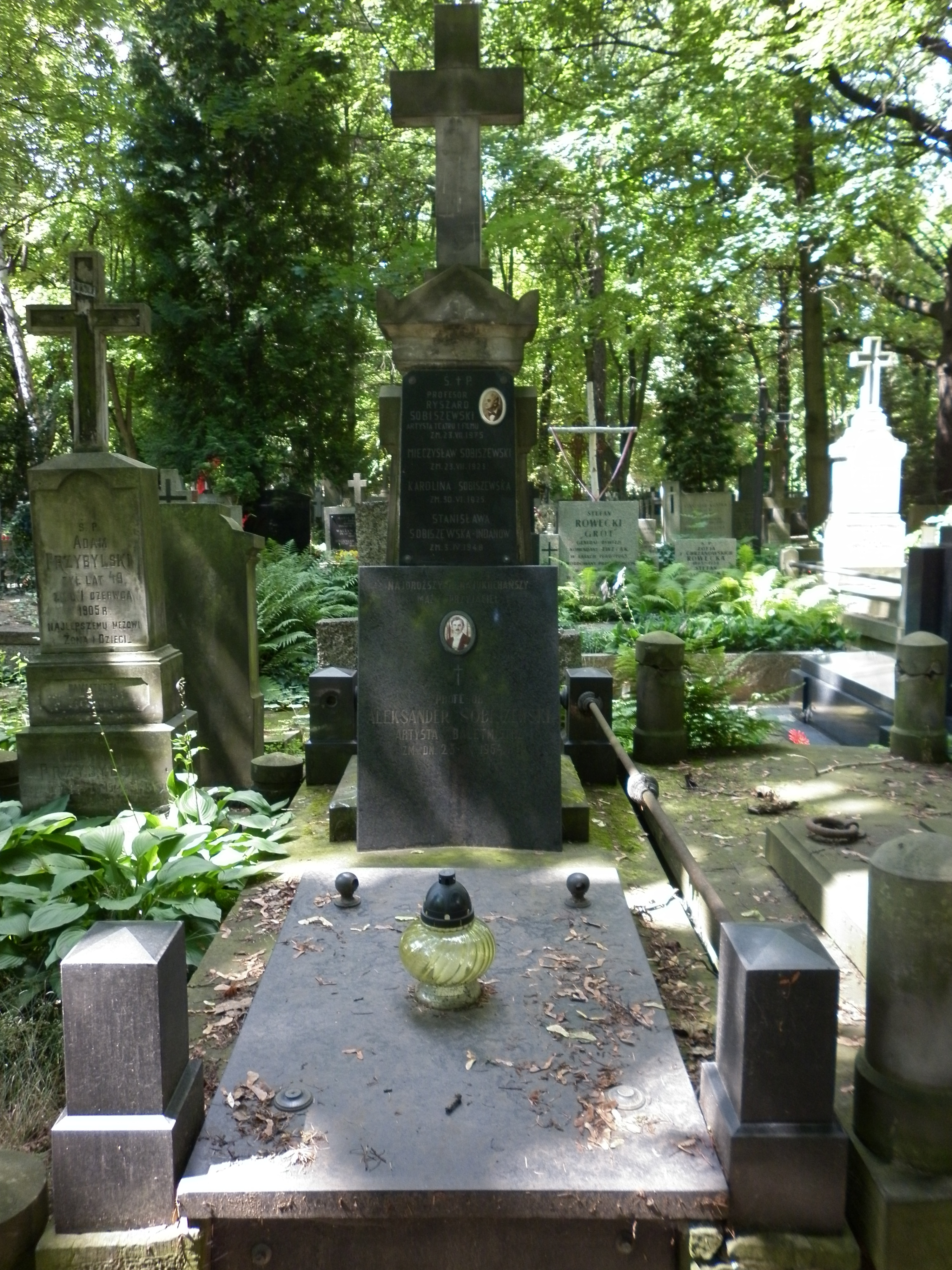
Grób Ryszarda i Aleksandra Sobiszewskich na cmentarzu Powązkowskim

Ryszard Jan Feliks Sobiszewski (ur. 23 stycznia 1888 w Warszawie, zm. 23 lipca 1975 tamże) – polski aktor teatralny i filmowy, tancerz oraz pedagog.

## Życiorys
Pochodził z rodziny robotniczej. Jego braćmi byli Aleksander Sobiszewski i Edward Sobiszewski (brat przyrodni). Od dziesiątego roku życia uczył się tańca od brata Aleksandra; naukę tę kontynuował następnie w Moskwie i Paryżu. Jak sam podawał, w młodości tańczył na scenie opery warszawskiej. W 1914 roku ukończył kurs choreografii i tańców salonowych u Michała Kuleszy i został zaangażowany do warszawskiego Teatru Małego. W 1915 roku występował w Wilnie oraz Kijowie (Teatr Polski), natomiast lata 1916-1918 spędził w Moskwie, najpierw w Operetce Polskiej pod kierunkiem Wincentego Rapackiego, a następnie w zespole dramatycznym moskiewskiego Domu Polskiego. Po powrocie do Polski wstępował w Warszawie w zespole Reduty (1919), Teatru Praskiego (1919-1921) oraz Teatru im. Wojciecha Bogusławskiego (1923). Następnie - z powodu choroby oczu - zrezygnował z aktorstwa i poświęcił się nauce tańca. W 1923 roku wraz z bratem Aleksandrem założył w Warszawie jedną z najbardziej znanych szkól tańca towarzyskiego.
Podczas II wojny światowej pozostał w stolicy, działając w konspiracji jako członek Armii Krajowej oraz uczestnicząc w powstaniu warszawskim. Po zakończeniu walk powrócił do zawodu nauczyciela tańca, ucząc w klubach i szkołach. W latach 50. XX wieku reaktywował - wraz z bratem Aleksandrem - Szkołę Tańca Towarzyskiego Braci Sobiszewskich jako pierwszą powojenną tego typu szkołę w Warszawie. Szkoła działała przy ul. Nowy Świat oraz ul. Chmielnej. W 1952 roku otrzymał nagrodę Ministra Kultury i Sztuki, natomiast w 1963 roku w lokalu szkoły obchodził jubileusz pięćdziesięciolecia pracy artystycznej. W rok później przeszedł na emeryturę. 
Około 1910 roku poślubił Marię Albert. Został pochowany w rodzinnym grobowcu na Cmentarzu Powązkowskim w Warszawie. 

## Filmografia
- Dla ciebie, Polsko (1920) - bolszewik Sasza
- Za trzy spojrzenia (1922) - Rysiek Cwaniak
- Tajemnica medalionu (1922) - kapitan Champieux
- Rok 1863 (1922) - książę Józef Odrowąż
- Otchłań pokuty (1923) - Molski
- Od kobiety do kobiety (1923) - malarz Talski
- Bożyszcze. W sidłach uwodziciela (1923) - malarz Jan Zadroga